# Espectroscopia de absorción atómica

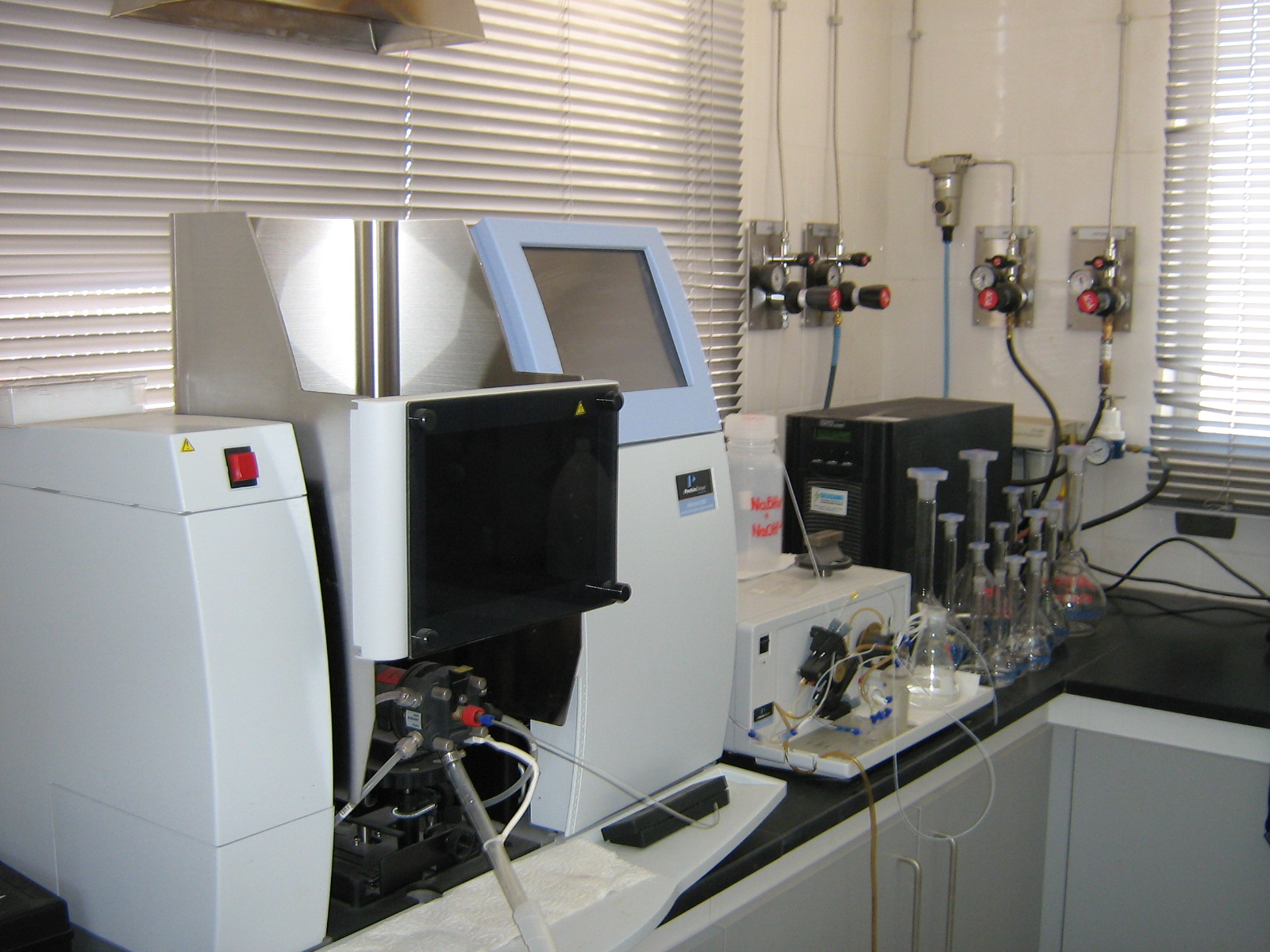
Equipo de Absorción Atómica (AA) asociado a un Generador de Hidruros.

La espectroscopia de absorción atómica (a menudo llamada espectroscopia AA o AAS, por atomic absorption spectroscopy) es un método instrumental de la química analítica que permite medir las concentraciones específicas de un material en una mezcla y determinar una gran variedad de elementos. Esta técnica se utiliza para determinar la concentración de un elemento particular (el analito) en una muestra y puede determinar más de 70 elementos diferentes en solución o directamente en muestras sólidas utilizadas en farmacología, biofísica o investigación toxicológica.
La espectroscopia de absorción atómica fue utilizada por primera vez como una técnica analítica, y los principios subyacentes fueron establecidos en la segunda mitad del siglo XIX por Robert Wilhelm Bunsen y Gustav Robert Kirchhoff, ambos profesores de la Universidad de Heidelberg, Alemania.
La forma moderna de la espectroscopia de absorción atómica fue desarrollada en gran parte durante la década de 1950 por un equipo de químicos australianos. Fueron dirigidos por sir Alan Walsh en la Commonwealth Scientific and Industrial Research Organization (CSIRO), División de Química Física, en Melbourne, Australia.

## Descripción
Es un método de química analítica cuantificable que está basado en la atomización del analito en matriz líquida y que utiliza comúnmente un nebulizador prequemador (o cámara de nebulización) para crear una niebla de la muestra y un quemador con forma de ranura que da una llama con una longitud de trayecto más larga, en caso de que la transmisión de energía inicial al analito sea por el método "de llama". La niebla atómica queda desolvatada y expuesta a una energía a una determinada longitud de onda emitida ya sea por la llama susodicha, o por una lámpara de cátodo hueco (Hollow Cathode Lamp o HCL) construida con el mismo analito a determinar o una Lámpara de Descarga sin Electrodo (Electrodeless Discharge Lamp o EDL). Normalmente las curvas de calibración no cumplen la ley de Beer-Lambert en su estricto rigor.
La temperatura de la llama es lo bastante alta como para que los átomos de la muestra permanezcan en su estado fundamental. El nebulizador y la llama se usan para desolvatar y atomizar la muestra, pero la excitación de los átomos del analito se consigue con el uso de lámparas que brillan a través de la llama a diversas longitudes de onda para cada tipo de analito.
En AA la cantidad de luz absorbida después de pasar a través de la llama determina la cantidad de analito existente en la muestra. Hoy día se utiliza frecuentemente una mufla de grafito (u horno de grafito) para calentar la muestra a fin de desolvatarla y atomizarla, aumentando la sensibilidad.
El método del horno de grafito también puede analizar algunas muestras sólidas o semisólidas. Debido a su buena sensibilidad y selectividad, sigue siendo un método de análisis comúnmente usado para ciertos elementos traza en muestras acuosas (y otros líquidos). Otro método alternativo de atomización es el generador de hidruros.

## Atomización con llama
En un atomizador de llama la disolución de la muestra queda nebulizada mediante un flujo de gas oxidante mezclado con el gas combustible y se transforma en una llama donde se produce la atomización. El primer paso es la desolvatación en el que se evapora el disolvente hasta producir un aerosol molecular sólido finamente dividido. Luego la disociación de la mayoría de estas moléculas produce un gas atómico.
Como primer paso, naturalmente, es necesario obtener una disolución de la muestra, por ejemplo mediante fusión con peróxidos o por digestión ácida.

### Tipos de llama
| Combustible | Oxidante      | Temperatura  | Vel. de Combustión |
| Gas LP      | Aire          | 1700-1900 °C | 39-43              |
| Gas LP      | Oxígeno       | 2700-2800 °C | 370-120            |
| Hidrógeno   | Aire          | 2000-2100 °C | 300-440            |
| Hidrógeno   | Oxígeno       | 2550-2700 °C | 900-1400           |
| Acetileno   | Aire          | 2100-2400 °C | 158-266            |
| Acetileno   | Oxígeno       | 3050-3150 °C | 1100-2480          |
| Acetileno   | Óxido nitroso | 2600-2800 °C | 285                |

### Perfiles de temperatura
La temperatura máxima se localiza aproximadamente 1 cm por encima de la zona de combustión primaria

### Atomizadores de llama

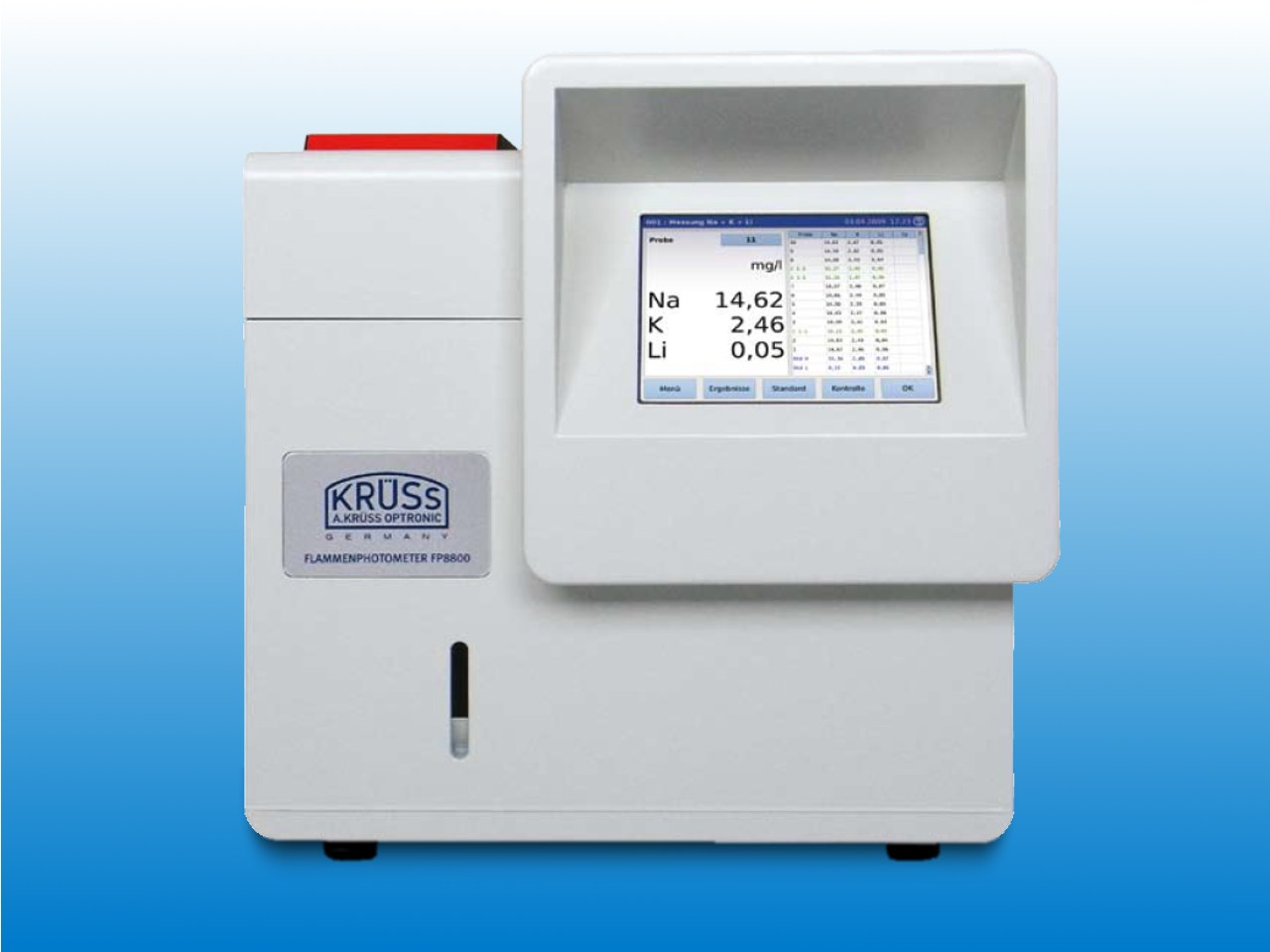
Un fotómetro de llama de laboratorio que se utiliza propano o butano como gas de combustión

El aerosol formado por el flujo del gas oxidante, se mezcla con el combustible y se pasa a través de una serie de deflectores que eliminan las gotitas que no sean muy finas. Como consecuencia de la acción de estas, la mayor parte de la muestra se recoge en el fondo de una cámara y se drena hacia un contenedor de desechos. El aerosol, el oxidante y el combustible se queman en un mechero provisto de una ranura de 1 mm o 2 de ancho por 5 o 10 mm de longitud. Estos mecheros proporcionan una llama relativamente estable y larga, estas propiedades aumentan la sensibilidad y la reproducibilidad.

### Reguladores de combustibles y oxidantes
Los caudales de oxidante y combustible constituyen variables importantes que requieren un control preciso es deseable poder variar cada uno de ellos en un intervalo amplio para poder encontrar experimentalmente las condiciones óptimas para la atomización

## Características del funcionamiento de los atomizadores de llama

### Señal de salida
La señal del detector aumenta al máximo algunos segundos después de la ignición y cae rápidamente a cero cuando los productos de atomización salen fuera.

### Atomización en vapor frío
La técnica de vapor frío solamente aplicable a la determinación de mercurio ya que es el único elemento metálico que tiene una presión

### Nebulizadores

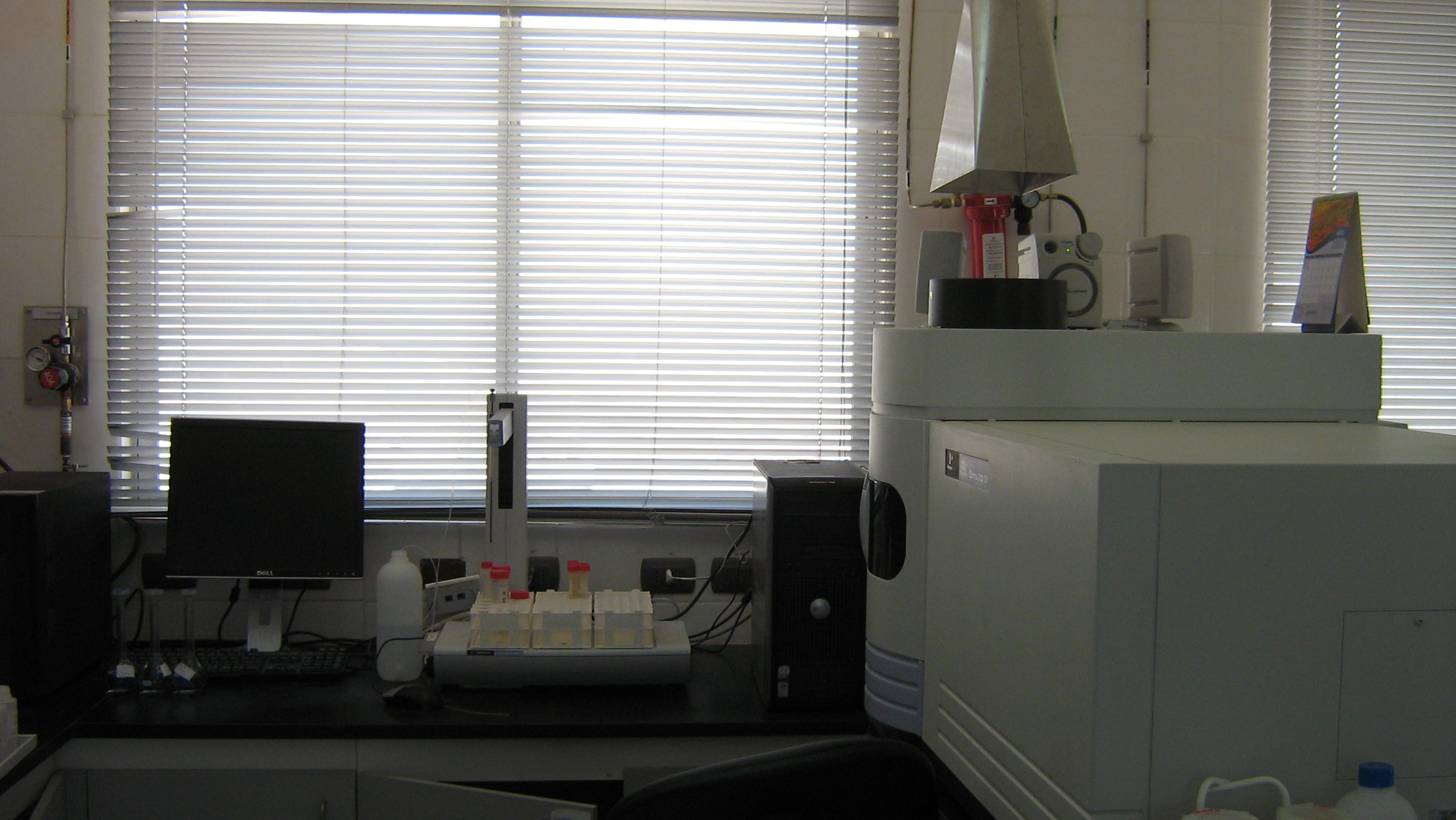
Un equipo ICP Plasma.